# Cayaponia domingensis
Cayaponia domingensis är en gurkväxtart som först beskrevs av Célestin Alfred Cogniaux, och fick sitt nu gällande namn av H.Schaef. och M.Nee. Cayaponia domingensis ingår i släktet Cayaponia och familjen gurkväxter. Inga underarter finns listade i Catalogue of Life.